# Centre for International Research on Economic Tendency Surveys
Das Centre for International Research on Economic Tendency Surveys (deutsch: Zentrum für die internationale Erforschung von Konjunkturumfragen, Abkürzung: CIRET) ist eine Vereinigung von Wissenschaftlern und Einrichtungen, die die Entwicklung von Konjunkturzyklen und ihre Auswirkungen auf ökonomische und soziale Fragen erforschen, speziell mit dem Instrument der Konjunkturumfragen. Es wurde 1960 gegründet und hat seinen Sitz an der KOF Konjunkturforschungsstelle der ETH Zürich in der Schweiz. Der derzeitige Präsident ist Jan-Egbert Sturm.

## Ziele
Die Ziele sind: 
- "beizutragen zur internationalen Entwicklung, Durchführung und Nutzung von Konjunktur- und anderen ökonomischen Umfragen unter Unternehmen und Verbrauchern" ("to contribute to the international development, conducting and use of business and other economic surveys of enterprises and consumers") und die
- "Kommunikation, Austausch, Kontakte und Kooperation zwischen nationalen und internationalen Anbietern und nutzern [solcher] Umfragen zu entwickeln, zu ermutigen und zu verbessern" ("to develop, encourage and improve communication, exchange, contacts and cooperation among national and international suppliers and users of [such] surveys").[2]

In der Praxis folgt CIRET einer breiteren Definition seiner Aufgaben, die es damit beschreibt, ein "Forum für führende Ökonomen und Institutionen, die mit der Analyse und Vorhersage der Entwicklung des Konjunkturzyklus und den ökonomischen und sozialpolitischen Konsequenzen befasst sind", zu sein, "gleichzeitig berücksichtigen sie die Ergebnisse von Konjunkturumfragen, die üblicherweise qualitative Fragen beinhalten" ("[being a] forum for leading economists and institutions concerned with analysing and predicting the development of the business cycle and the economic and socio-political consequences. At the same time they also consider the outcome of economic tendency surveys which usually contain questions relating to quality").

## Mitglieder
Mit Stand Januar 2018 gibt es, nach eigenen Angaben, folgende Mitglieder: 55 nationale Einrichtungen (Universitäten, statistische Ämter, Nationalbanken, öffentliche und private Forschungseinrichtungen) aus 32 Ländern sowie internationale Organisationen wie der Europäischen Kommission, der Europäischen Zentralbank und der Organisation für wirtschaftliche Zusammenarbeit und Entwicklung.

## Konferenzen und Workshops
CIRET bezeichnet seine Konferenzen als die "Hauptereigniss[e] unter den Aktivitäten des Vereins" ("main event[s] among the association's activities"). Sie werden seit 1953 jedes zweite Jahr veranstaltet. Bei den Konferenzen der letzten Jahre wurden zwischen 65 (Hangzhou, 2014) und 115 (New York, 2010) wissenschaftlichen Beiträgen präsentiert. Unter den Hauptrednern der vergangenen CIRET Konferenzen waren der frühere Vorsitzende der Federal Reserve, Paul A. Volcker (New York, USA, 2010), David F. Hendry (Wien, Österreich, 2012), Bruno S. Frey (Wien, Österreich, 2012), M. Hashem Pesaran (Hangzhou, China, 2014), und Lucrezia Reichlin (Kopenhagen, Dänemark, 2016).
Seit 2008 vergibt die Fundação Getulio Vargas bei den Konferenzen den Isaac Kerstenetzky Award in drei Kategorien: Lifetime Award (früher: Scholarly Achievement Award), Best Paper Award und Young Economists' Best Paper Award. Mit dem Preis soll "die Erforschung wirtschaftlicher Entwicklungen möglichst unter Verwendung von Daten, die mittels Konjunkturumfragen unter Unternehmen und Verbrauchern gewonnen wurden, gefördert werden" ("promot[ing] research on economic developments possibly using data gained from business and consumer tendency surveys"). Er wird zu Ehren von Isaac Kerstenetzky vergeben, einem brasilianischen Ökonomen, der die erste Konjunkturumfrage in Südamerika gestartet hat.
CIRET Workshops werden seit 2009 in den Jahren ohne CIRET Conference abgehalten. Die Workshops sind im Vergleich zu den Konferenzen kleiner und verfolgen engere, spezifischere Themen.

## Veröffentlichungen
Seit 2016 gibt CIRET das Journal of Business Cycle Research in Zusammenarbeit mit Springer Science+Business Media heraus. Dieses Journal ist der Nachfolger des Journal of Business Cycle Measurement and Analysis, das von CIRET von 2004 bis 2016 gemeinsam mit der Organisation für wirtschaftliche Zusammenarbeit und Entwicklung herausgegeben wurde.

## Geschichte
Die Wurzeln des Vereins reichen bis 1952 zurück, als eine informelle Gruppe von Ökonomen des ifo Instituts (Deutschland), des Institut National de la Statistique (INSEE, Frankreich) und der Vereinigung der italienischen Handelskammern ihre Zusammenarbeit im Bereich der Konjunkturumfragen unter dem Namen CIMCO (Comité International pour l’Etude des Méthodes Conjoncturelles) intensivierten.
1960 wurde diese informelle Zusammenarbeit durch die Gründung des „Contact International des Recherches Economiques Tendancielles“ (CIRET) institutionalisiert. Der Sitz war am Econometrisch Instituut (Niederlande). Zusätzlich gab es ein Dokumentationszentrum am Ifo Institut.
1971 wurden das CIRET und sein Dokumentationszentrum verschmolzen, in "Centre for Economic Tendency Surveys" umbenannt und vollständig am Ifo Institut angesiedelt.
1999 wurde der Verein auf eine neue rechtliche Basis unter belgischem Recht gestellt. Sein Sitz und das Büro wurden an die KOF Konjunkturforschungsstelle der ETH Zürich verlegt. CIRET steht jetzt für "Centre for International Research on Economic Tendency Surveys".